# چرمین (شهرستان پلشف)
چرمین (به لهستانی:  Czermin) یک روستا در لهستان است که در گمینا چرمین (استان لهستان بزرگ‌تر) واقع شده‌است.